# Люблянський тролейбус
Люблянський тролейбус — вид пасажирського транспорту в Любляні, що функціонував з 1951 по 1971. Оскільки трамвай, що функціонував у ті часи, перестав справлятися зі зростаючою кількістю пасажирів, постало питання запуску інших видів громадського транспорту. Крім тролейбуса, розглядався також варіант налагодження та запуску автобусної мережі, який з часом почав набирати все більшої ваги.

## Перший тролейбусний маршрут
Перша тролейбусна лінія в Любляні була відкрита 6 жовтня 1951. Вона проходила біля Бежиграду (словен. Bežigrad), а саме від Вільгарової вулиці (словен. Vilharjeva cesta) до Єжиці (словен. Ježice). Тролейбус, однак, не курсував до центру міста, оскільки по вулиці Віденській проходило залізничне полотно, що створювало ризик накладення контактних мереж одна на одну. Проблема була вирішена у травні 1956, коли контактну мережу було переміщено на середину дороги, а тролейбусний маршрут був подовжений до Айдовщини (словен. Ajdovščina), де потім два роки діяли поворотне коло для відстоювання рухомого складу та пункт пересадки між тролейбусом і трамваєм.

## Перші тролейбуси
Перші тролейбуси були випущені на заводі Fiat. Вони були забарвлені у синьо-білі кольори, мали три осі, погані підвіски та завелику вагу. Через це їх регулярно відвозили в депо. Тролейбуси відстоювалися на повороті за Бежиградом; ті, що вийшли з ладу, буксирувалися в депо за допомогою вантажівки. Після подовження лінії до Айдовщини тролейбуси відвозилися в депо за допомогою трамваїв.

## Розширення тролейбусної мережі

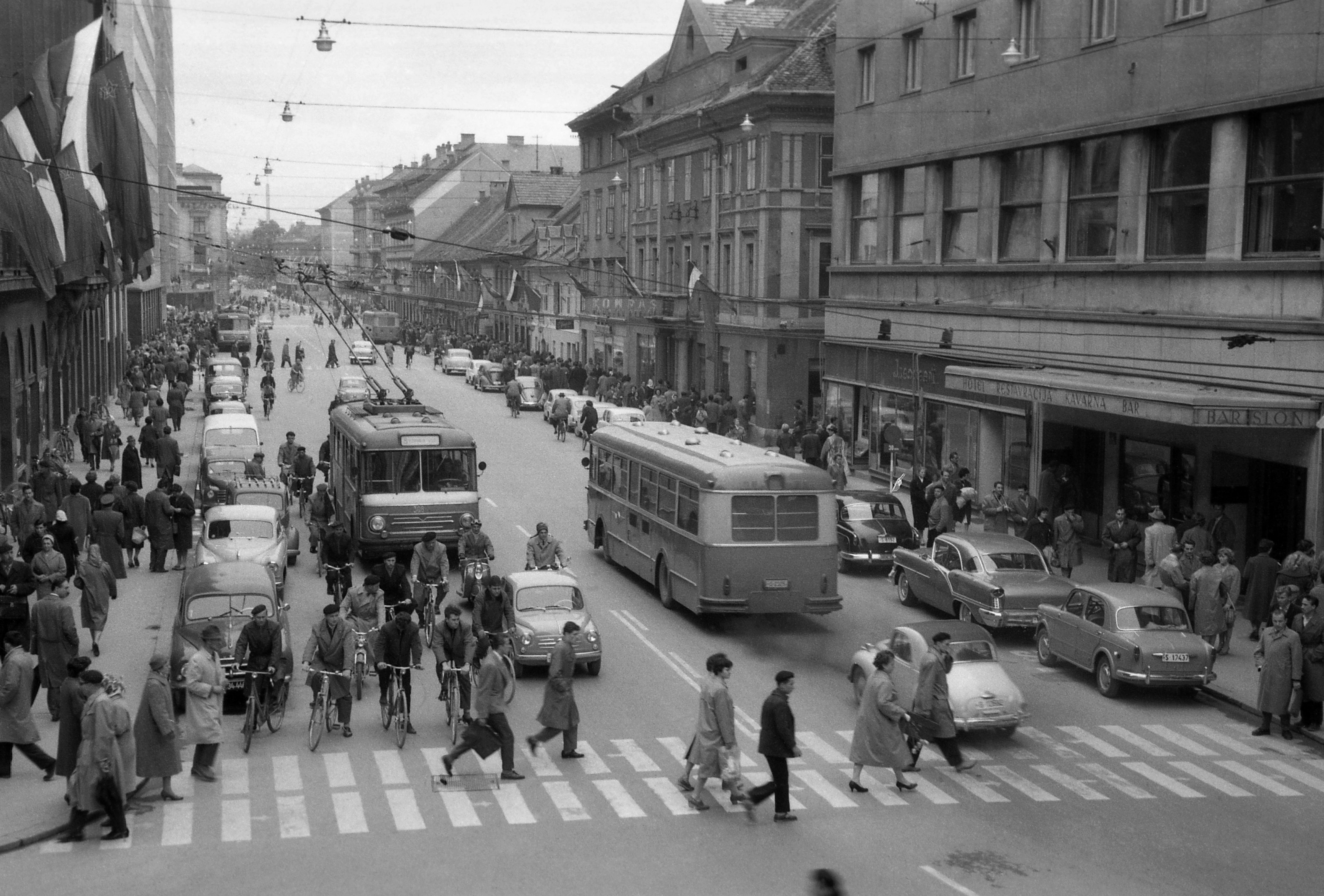
Тролейбус на вулиці Тіто (нині Словенській) біля готелю Slon. 1960

Після остаточної ліквідації трамвайної мережі почала збільшуватися кількість тролейбусних маршрутів. Контактні мережі були проведені над Целовецькою вулицею (словен. Celovška cesta) до Віжмар'я (словен. Vižmarje) та над Трієстською вулицею (словен. Tržaška cesta) до Віча (словен. Vič). У 1957 був організований тролейбусний маршрут № 1, який курсував між Віжмар'єм та Вічем. У 1962 контактна мережа була проведена над Літостройською вулицею (словен. Litostrojska cesta) до залізничного полотна, у 1964 — на відрізку від Єжиці до Чрнуч (словен. Črnuče). У цей час тролейбусна мережа Любляни досягла свого найбільшого розвитку.

### Тролейбусні маршрути
| № маршруту | Напрямок руху         |
| ---------- | --------------------- |
| 1          | Віч — Віжмар'є        |
| 6          | Віч — Єжиця           |
| 7          | Літострой — Айдовщина |
| 8          | Літострой — Чрнуче    |

- Примітка. На маршрутах № 2, 3 і 4 працювали автобуси.

## Закупівля нових тролейбусів
Друга партія тролейбусів була зібрана на швейцарському заводі Ерлікон. Машини були якісними, однак дорогими. Тому рухомий склад почали збирати на місцевому підприємстві Avtomontaža. Люблянські машини базувалися на шасі фабрики FAP, розташованої у сербському місті Прибой, електричні елементи в них були швейцарськими. Пізніше модель зазнала деяких косметичних поправок (були встановлені прозоріші вікна). Тролейбуси цієї моделі були забарвлені в зелено-білу кольорову гамму.

## Кількість рухомого складу
Всього в тролейбусному депо Любляни нараховувалося 53 тролейбуси — стільки ж перед цим курсувало трамваїв. Машини були позначені бортовими номерами від 300 до 353.

## Ліквідація тролейбусної мережі
Востаннє тролейбуси курсували вулицями Любляни 4 вересня 1971 на маршруті № 1. Далі функції перевезення пасажирів виконувало лише автобусне сполучення. Відмова від тролейбусного руху була поступовою; його ліквідація почалася з тих ділянкок, де він з'явився найпізніше (Єжиця — Чрнуче, Целовецька вулиця — Літострой, Айдовщина — Єжиця, Віжмар'є — Віч). Поступово ліквідовані тролейбусні маршрути почали дублювати автобуси. 
Причини, що призвели до ліквідації тролейбусного руху в Любляні:
- токоприймачі постійно випадали з контактної мережі, через що їх регулярно потрібно було ставити на місце;
- взимку дороги посипалися сіллю, що створювало додаткові проблеми для тролейбусного руху: солона вода контактувала з електричними елементами, що призводило до короткого замикання. До того ж під напругою був увесь кузов тролейбуса — пасажири, які входили до салону, відчували удари електричним струмом, коли торкалися металічних частин кузова;
- під час заторів на дорогах тролейбус було важко об'їхати.

## Доля рухомого складу
Після закриття тролейбусних маршрутів майже всі машини були порізані на метал, деякі — викинуті на сміттєзвалище. Контактні мережі, що висіли над дорогами ще декілька наступних років, були зняті та продані підприємству Dinos. Найдовше зберігався тролейбус з бортовим номером 350 — до 1984. Його зберігали як єдиний екземпляр тролейбусів, що курсували вулицями Любляни. Потім його, як і всі останні, порізали на метал.